# Chenisides
Chenisides é um gênero de aranhas da família Linyphiidae descrito em 1962.